# Jaroslav Němeček
Jaroslav Němeček (* 20. února 1944 Praha) je český ilustrátor, autor komiksu Čtyřlístek. Kromě toho má na svém kontě i jiné komiksy (například Čaroděj Huriáš a Rexík). Dříve také pracoval pro dětský časopis Mateřídouška.

## Život
Vystudoval obor propagační výtvarnictví na Střední uměleckoprůmyslové škole v Praze. Jeho prvním zaměstnavatelem bylo nakladatelství Orbis.
Je ženatý, s manželkou Lucií má syna.

## Vznik Čtyřlístku
V roce 1969 společně se svou manželkou Lucií na jejich chalupě u Doks na Českolipsku vytvořil kreslený komiksový seriál, v němž hlavní roli měly postavičky kocoura Myšpulína, prasátka Bobíka, zajíčka Pindi a psí slečny Fifinky. První příběh a sešit měl název Vynálezy profesora Myšpulína. Náklad 30 000 kusů byl rozebrán, a tak pokračovali dalšími díly. Od sedmého dílu příběhy začala psát Ljuba Štíplová (roku 2009 zemřela) a náklady některých čísel byly až 220 000 kusů. Po roce 1990 příběhy psali i další spolupracovníci. V roce 2015 byl vydán 600. díl Čtyřlístku. Začátkem roku 2019 Čtyřlístek slaví 50 let. Roku 2020 vydáno jubilejní dvojčíslo 700.

## Filmy
V roce 2013 byl vydán film o Čtyřlístku, který nese název: Čtyřlístek ve službách krále. Film vypráví příběh, jak se parta ze Čtyřlístku setká s králem Rudolfem II.
Zanedlouho v roce 2019 byl uveden nový film, který nese název: Velké dobrodružství Čtyřlístku. Oba tyto filmy animovalo studio Alkay animation Prague.

## Muzeum Čtyřlístku
Se svými spolupracovníky a činovníky města Doksy otevřel v prosinci 2011 v podkroví městské knihovny v Doksech Muzeum Čtyřlístek. Poté byla vybudována kolem Máchova jezera (rybník Blaťák) naučná stezka.

## Ocenění
- S manželkou Lucií jsou čestnými občany Prahy 4.[2] Čtyřlístek byl v roce 2009 v anketě odborníků webu Komiksárium zařazen mezi deset nejdůležitějších českých komiksů všech dob.[5]
- Medaile Za zásluhy 1. stupně, udělil prezident Petr Pavel v roce 2023